# 佐用町立上月中学校
佐用町立上月中学校（さようちょうりつ こうづき ちゅうがっこう）は、兵庫県佐用郡佐用町上月に所在する公立中学校。

## 沿革
戦後の学制改革において、西庄村・幕山村・久崎町の3町村は県内他町村のような組合設立には動かず、それぞれ町村立小学校の教室を間借りする形で新制中学校を設立する。のち3校とも独立校舎を構え、1955年（昭和30年）から1958年（昭和33年）にかけて3町村が合併し上月町となった際にもこれらの中学校は存置されたが、適正規模の観点から最終的に1校に統合された。本校の前身としては1943年（昭和18年）に西庄村に置かれた佐用郡西部青年学校が認められる。以下、『上月町史』の記述による。
- 1947年（昭和22年）4月 - 西庄村立西庄中学校、幕山村立幕山中学校、久崎町立久崎中学校の3校が開校。久崎中域に西新宿分教場を設置。
- 1949年（昭和24年）8月 - 西新宿分教場を廃止。
- 1955年（昭和30年）3月1日 - 西庄村と幕山村の合併により上月町が成立、西庄中と幕山中を統合し上月町立上月中学校を設立[注 1]。西庄中を本校舎、幕山中を幕山校舎とする。
- 1958年（昭和33年）6月15日 - 上月町と久崎町の合併により（新）上月町が成立、久崎中を上月町立久崎中学校と改称。
- 1959年（昭和34年）4月1日 - 幕山校舎を廃止、本校舎に統合。
- 1960年（昭和35年）9月13日 - 上月中新校舎竣工、スクールバス購入。
- 1971年（昭和46年）4月1日 - 上月中と久崎中を統合、（新）上月町立上月中学校となる[注 2]。（旧）上月中を本校舎、久崎中を久崎校舎とする。
- 1971年（昭和46年）11月24日 - （新）上月中校舎を増築し久崎校舎を統合。
- 2005年（平成17年）10月1日 - 佐用郡4町の合併に伴い佐用町立上月中学校に改称。

町内4中学校での統合が計画されている。

## 部活動
- 野球部
- 女子バレーボール部
- 男子ソフトテニス部
- 女子卓球部
- 陸上競技部

## 校区
「佐用町立小中学校に就学すべき者の学校の指定に関する規則」に基づき、佐用町のうち内旧上月町地区。以下の小学校の通学区域が該当する。
- 佐用町立上月小学校

## 所在地
- 佐用町上月 - 地理院地図
- 佐用町上月 - Google マップ

- 兵庫県佐用郡佐用町上月
  - JR姫新線 上月駅から徒歩約12分

## 校区が隣接している学校
- 佐用町立佐用中学校
- 佐用町立上津中学校
- 上郡町立上郡中学校
- 岡山県備前市立吉永中学校
- 岡山県美作市立作東中学校